# Distretto di Bernal
Il distretto di Bernal è uno dei sei distretti della provincia di Sechura, in Perù. Si trova nella regione di Piura e si estende su una superficie di 67,64 chilometri quadrati.
Istituito il 20 settembre 1921, ha per capitale la città di Bernal.